# Famille Teleki
Pour les articles homonymes, voir Teleki.
La famille Teleki (en hongrois : Teleki család), de la noblesse hongroise de Transylvanie, est originaire de Marostelek (Teleac (ro), dans le județ de Mureș en Roumanie). Peu avant que la Transylvanie devienne en 1699 une composante de la monarchie des Habsbourg, la gent Teleki, bien que protestante, étaient devenue comte du Saint-Empire en 1697 sous Léopold Ier du Saint-Empire.

## Membres notables
- Mihály III Teleki de Szék (1634-1690), chancelier du prince Abaffi, général et prétendant au trône transylvain en 1690.
- comte Joseph Teleki de Szék (1738-1796), főispán de Békés puis de Ugocsa, Garde de la Couronne (koronaőr), collectionneur d'art et écrivain hongrois.
- comte Sámuel Teleki de Szék (1739-1822), Chancelier de Transylvanie, fondateur de la bibliothèque Teleki à Târgu Mureş (Marosvásárhely).
- comte László Teleki de Szék(1764-1821), főispán de Somogy, voyageur, chambellan KuK, administrateur, poète, linguiste, membre du Parlement, juge de la Cour des Sept.
- comte József Teleki de Szék (1790-1855), historien et juriste, il fut le premier président de l'Académie hongroise des sciences (1830-1855) et gouverneur de Transylvanie (1842-1848).
- comtesse Blanche de Teleki (1806-1862), éducatrice et féministe hongroise.
- comte László Teleki de Szék (1811-1861), écrivain et homme politique, membre de l'Académie hongroise des Sciences. L'échec de la Révolution hongroise de 1848 dont il fut l'un des artisans, a eu pour conséquence son bannissement, commué en peine de mort par contumace en 1851 puis amnistié après son arrestation en 1860. Il est le dédicataire de la Rhapsodie hongroise nº 2 de Franz Liszt.
- comte Géza Teleki de Szék (1843-1913), politicien, ministre de l'Intérieur (1889-1890). Père du suivant.
- comte Pál Teleki de Szék (1879-1941), est géographe, homme politique et premier ministre du Royaume de Hongrie (1920-1921 ; 1939-1941). Membre de l'Académie hongroise des Sciences.
- comte Sámuel Teleki de Szék (1845-1916), célèbre explorateur hongrois.
- comte József Teleki de Szék (1859-1945) membre du Parlement et de la chambre des magnats.
- Drcomte Laszlo Teleki de Szék (1912-1962), leader hongrois de la jeunesse réformée du XXe siècle (XX századi magyarországi református ifjúsági)